# ロストアイランド連邦共和国

ロストアイランド連邦共和国
Federal Republic of Lostisland

国の標語：In nomine libertatis
国歌：不明

ロストアイランド連邦共和国（ロストアイランドれんぽうきょうわこく、英語: Federal Republic of Lostisland）は、国家を模倣した世界的な主権・文化社会的プロジェクト。ミクロネーションの一つとみなされることもある。通称はロストアイランド。

## 概要
ロシアの学生グループが2008年7月2日に設立した、ロールプレイングゲームのクランを前身とする。クランのユーザーであったロシア人ヴァイオリニストのヤロスワフ・マールは、ゲームを実世界に実装することを企図し、自由と民主主義の原則に基づいた国家プロジェクトとして、ロストアイランド共和国を2010年9月に建国した。2013年にパブロフ王国と統合して連邦制を施行、以降ロストアイランド連邦共和国を称する。
自らを文化的・社会的プロジェクトと称しており、憲法でもその存在を国際会員制組織であると規定している。南太平洋に位置するハンター島と、南極のアレクサンダー島を国家の象徴とするが、その領有権は積極的に主張していない。
国章にはフリーメイソンの象徴であるプロビデンスの目があしらわれているが、公式なロッジではない。
ロシアの首都モスクワを活動の中心としているが、連絡先住所はオーストリアにある。